# ۵۵۵ خیابان کالیفرنیا
۵۵۵ خیابان کالیفرنیا، (به انگلیسی: 555 California Street) آسمان‌خراش ۵۲ طبقه به ارتفاع ۲۳۷ متر، با کاربری اداری-تجاری است، که در شهر سان فرانسیسکو، کالیفرنیا مستقر می‌باشد. پروژه ساخت این ساختمان در سال ۱۹۶۶ آغاز شد و در سال ۱۹۶۹ تکمیل و افتتاح گردید.